# Обійми дощу
Обійми Дощу — український рок-гурт з міста Київ, що грає сумну, по-осінньому ліричну рок-музику із впливами таких музичних жанрів, як прогресивний рок, дум-метал, неокласика, неофолк. Як проєкт заснований Володимиром Агафонкіним у 2004 році, існує як гурт з 2006-го. Також він батько двох дівчат-близнючок.

## Історія

### 2004—2005, створення, перший запис
Історія гурту Обійми Дощу почалась з творчих пошуків Володимира Агафонкіна (нині вокаліста та автора пісень гурту), який розпочав писати ліричні україномовні пісні ще у 2004 році. До проєкту був залучений Олексій Катрук, який зацікавився цією музикою та запропонував допомогу у записі пісень. Разом вони створюють перший демозапис гурту з двох пісень («Мертве Дерево і Вітер» та «Зоренько Моя»).

### 2005—2006, кліпи, перші концерти
Взимку 2005 року Микола Кривонос, натхненний цією музикою, зняв у домашніх умовах кліп на пісню «Мертве Дерево і Вітер», а згодом (навесні 2006 року) приєднався до гурту як басист. Тоді ж Олексій стає клавішником. У такому складі гурт дає кілька концертів у Києві та продовжує написання пісень.
Новим етапом у розвитку гурту стає зміна складу — Олексій Катрук займає місце ритм/соло-гітариста, а як клавішник приєднується Андрій Дем'яненко. У цей час Олексієм завершено створення другого кліпу гурту — «Зоренько моя».
Наприкінці 2006 року гурт записує 6-пісенний демозапис, а також вперше виступає на великій сцені — на фестивалі «KPI Music Fest» у Палаці культури НТУУ КПІ.

### 2007, зміни в складі, затишшя
У травні 2007 до Обіймів Дощу приєднався ударник, Сергій Думлер. Так завершилось формування повного складу гурту. Восени того ж року на заміну Андрію як клавішник прийшла Марія Курбатова. В цьому році гурт здебільшого репетирує, готуючись до виступів.

### 2008, концертна діяльність
На початку 2008 гурт активізує концертну діяльність, багато виступає (здебільшого у київських клубах), бере участь у фестивалях (зокрема Тарас Бульба у Дубно, стали фіналістами конкурсу; Upfest у Луцьку; Рок-ластівки у Києві). У травні відбувається новий запис демоматеріалу із 4-х пісень на студії Blacklight Studio у Києві.

### 2009, дебютний альбом, сольний концерт
29 серпня 2009 року гурт випускає свій дебютний альбом «Елегія» для безкоштовного завантаження на офіційному сайті. Альбом містить 8 пісень, уособлюючи певний підсумок творчості гурту з початку його існування.
22 жовтня 2009 року Обійми Дощу дають у київському клубі Чеширський Кіт свій перший сольний концерт, зібравши повний зал і надзвичайно теплі відгуки слухачів. Цей самий день також можна вважати датою офіційного приєднання до гурту альтистки Олени Нестеровської як постійного учасника.
На даному етапі гурт працює над матеріалом для наступного альбому та веде концертну діяльність у містах України.

### 2010, сингл «Світанок», нові концерти
23 листопада 2010 року гурт випускає сингл «Світанок», що включає в себе дві нові пісні, а також однойменний відеокліп.
10 грудня 2010 року у підтримку синглу Обійми Дощу дають великий сольний концерт у київському клубі Sullivan Room.

### 2017, альбом «Сон»
17 листопада 2017 року після тривалого етапу затишшя гурт випускає наступний повноформатний альбом під назвою «Сон». Альбом складається з 11 композицій сумарною протяжністю 72 хвилини, а над його записом працювало 15 музикантів, включаючи струнний квартет, 10 звукоінженерів на 7 студіях у трьох містах. Всього на запис було витрачено близько 200 годин. Над зведенням альбому працював британський музикант і саунд-продюсер Брюс Сурд, лідер гурту The Pineapple Thief, також відомого співпрацею з такими грандами сучасного прогресивного року, як Opeth, Anathema, Katatonia, Riverside, Tesseract та Blackfield. Альбом автори характеризують як складну, але неймовірно мелодійну, поетичну рок-музику з витонченими струнними аранжуваннями та елементами прогресивного року, неокласики, неофолку та построку.
Платівку супроводжувало два сингли:
- 5 жовтня 2017 року у світ вийшов перший сингл з альбому під назвою «Крила» в супроводі інтерактивної мультітрек візуалізації[10]. Пісня отримала дуже теплий відгук серед шанувальників гурту[11].
- 2 листопада 2017 року вийшов другий сингл під назвою «Разом», також в супроводі інтерактивної мультітрек візуалізації[12].

## Склад
- Володимир Агафонкін — вокал, акустична гітара (2004 — до сьогодні)
- Олексій Катрук — електрогітара (2006 — до сьогодні), клавішні (2005—2006)
- Микола Кривонос — бас-гітара, флейта (2006 — до сьогодні)
- Олена Нестеровська — альт (2009 — до сьогодні)
- Ярослав Гладілін — ударні, перкусія (2012 — до сьогодні)
- Євген Дубовик — клавішні (2016 — до сьогодні)

### Сесійні учасники
- Ганна Кривонос — бек-вокал
- Яна Шакіржанова — скрипка

### Колишні учасники
- Андрій Дем'яненко — клавішні (2006—2007)
- Сергій Думлер — ударні, перкусія (2007—2012)
- Марія Курбатова — клавішні (2007 — 2016)

## Дискографія

### Студійні альбоми
- Елегія (2009)
- Сон (2017)
- Відрада (2025)

### Сингли
- Світанок (2010)
- Крила (2017)
- Разом (2017)
- На відстані (2020)
- Діти (2024)
- Не опускати руки (2025)
- Після війни (2025)

### Демозаписи
- Демо (спліт з гуртом «Клініка») (2004)
- Обійми Дощу (2006)
- Під Хмарами (2008)

## Відеокліпи
1. «Мертве дерево і вітер»[1] (Микола Кривонос) — 2005
2. «Зоренько моя»[2] (Олексій Катрук) — 2006
3. «Світанок»[7] (Микола Кривонос) — 2010
4. «Щедрик»[13] — 2014
5. «На відстані»[14] — 2020
6. «Діти» — 2024
7. «Не опускати руки» — 2025
8. «Після війни» — 2025